# Вбивство Кюллікі Саарі

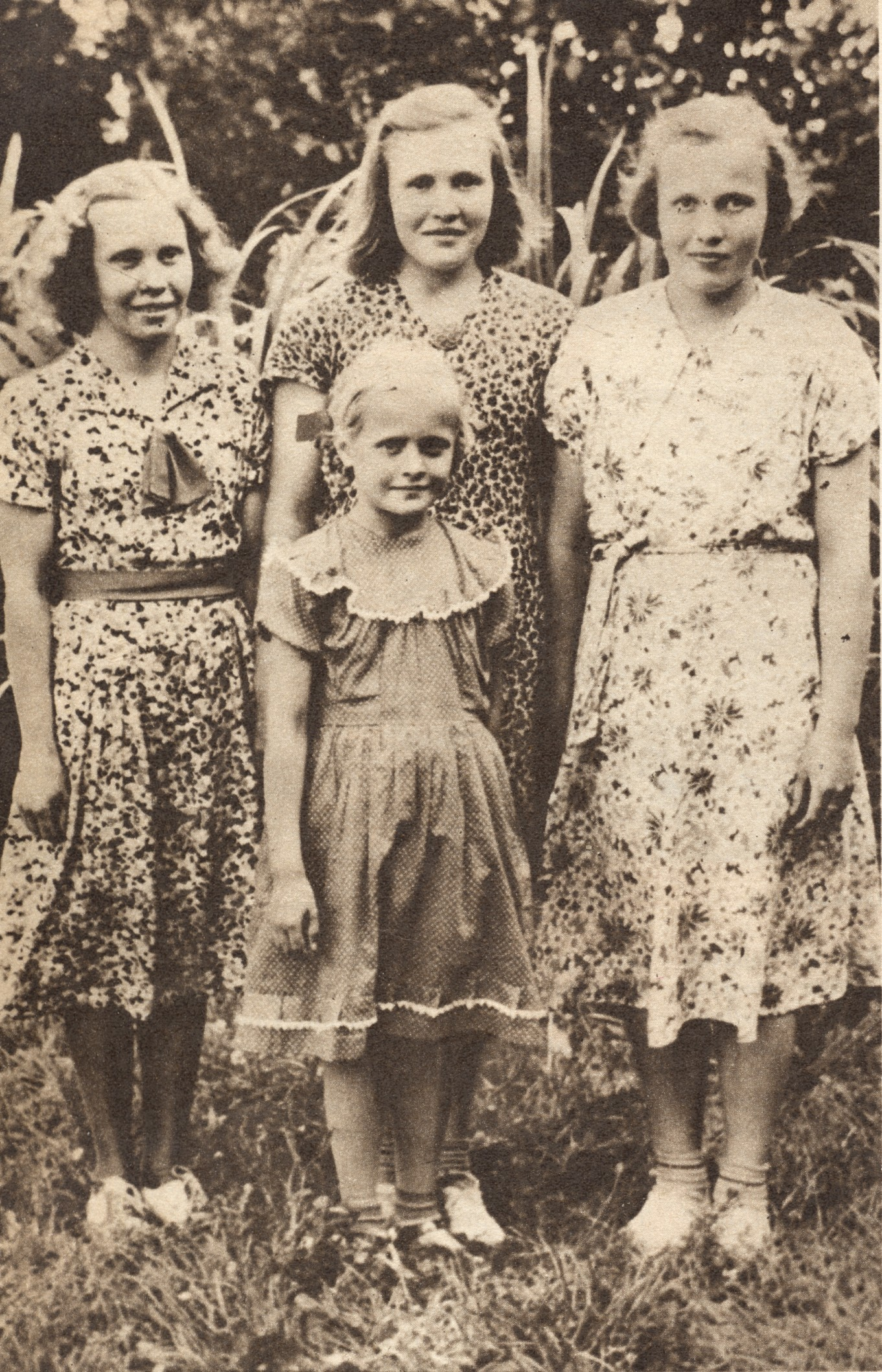
Сестри Саарі у своєму саду. Зліва направо: Геллін, Аллі та Кюлліккі, попереду Рітва.

Вбивство Кюлліккі Саарі є одним із найвідоміших нерозкритих убивств у Фінляндії. Вбивцю Саарі так і не знайшли, незважаючи на ретельне розслідування. У 2000-х роках громадськості було оголошено, що поліція має вагомі підозри щодо особи злочинця, але доказів все ще недостатньо.

## Життя
Аулі Кюлліккі Саарі (фін. Auli Kyllikki Saari) народилася 6 грудня 1935. Вона була дочкою фермерів Вільгельміїни та Ейно Саарі з Ісойокі, другою наймолодшою з шести дітей. Кюлліккі була віруючою, часто їздила на велосипеді до церкви та брала участь у релігійних службах. Після початкової школи Кюлліккі навчалася у двох класах середньої школи в Каугайокі, але кинула навчання після серйозної велосипедної аварії. Влітку 1952 року вона працювала хатньою помічницею в родині у Кокемякі, а на початку вересня 1952 року почала працювати в канцелірії вікарія в Ісойокі. За словами друзів, Кюлліккі була жвавою та веселою вдома, але сором'язливою та тихою в незнайомій компанії. На відміну від більшості своїх однолітків, вона ніколи не ходила на танці, і невідомо, чи мала вона побачення з кимось або друга по листуванню.

## Знкнення
У неділю вранці, 17 травня 1953 року, Кюлліккі поїхала велосипедом на церковну службу до церкви Ісойокі (13 км від її дому). Повернувшись додому о 13:00, вона сказала батькам, що втомилася і йде відпочивати, що було незвично, оскільки раніше вона так не робила. Протягом дня Кюлліккі була неспокійною та похмурою.
Того вечора Кюлліккі збиралася на духовний молодіжний захід у початковій школі Корттеенкюля, який розпочався о 18:00. Вона сказала своїй подрузі Майю Юлі-Гієталі, що хотіла б відвідати захід, але її непокоїло, що доведеться пізно повертатися. Юлі-Гієтала також помітила, що Кюлліккі того дня чомусь поводилася занепокоєно. Однак Саарі все ж відправилася на той захід. Останніми її словами до подруги було: «Цікаво, чи вийде це цього разу, як і раніше. Бувай, Майю».
Востаннє Саарі бачили живою того вечора на шосе між Ісойокі та Каугайокі. Після заходу дівчата, які поверталися додому на велосипедах, розійшлися на перехресті з молочними фермами близько 22:30, і Саарі продовжила рух на північ до свого будинку в селі Гейккіля. Від перехрестя до її будинку залишалося шість кілометрів. Останнім, хто бачив Кюлліккі живою, схоже, був Яакко Лягтеенмякі, що теж повертався на велосипеді з церкви. Він зустрів двічину через 1,5 км після перехрестя з молочними фермами близько 22:40. Однак Лягтеенмякі не був з нею знайомий і не міг впевнено сказати, чи бачив саме її.
Додому Кюлліккі Саарі так і не повернулася. Ймовірно, вбивця зустрів її приблизно за кілометр від місця, де її бачив Лягтеенмякі. Гільма, 66-річна фермерка, що жила поблизу того місця, пізніше розповіла, що близько 23:30 почула, як хтось кричить: «Заради Бога, допоможіть!». За її словами, голос був жіночим
Батьки Кюлліккі спочатку не були стурбовані тим, що вона не повернулася, оскільки вона іноді ночувала у своєї подруги Юлі-Гієтали. Батьки дізналися про її зникнення лише тоді, коли у вівторок додому зателефонували з канцелярії вікарія, дивуючись, чому Кюлліккі не прийшла на роботу..

## Пошуки

### Початкові пошуки
У середу, 20 травня, місцева поліція організувала обшук району поблизу місця, звідки пішли Кюлліккі Саарі та її подруга Юлі-Гієтала. Участь у пошуках взяли близько 30 людей, але жодних слідів Кюлліккі чи її велосипеда не знайшлося. Звістка про зникнення дівчини швидко поширилася по всій громаді. 21 травня з відділу Центральної кримінальної поліції в окрузі Вааса надіслали слідчого для керівництва пошуками. Сотні людей шеренгою прочісували через зону пошуків у лісовій та болотистій місцевості поблизу перехрестя з молочними фермами.
Зникнення дівчини привернуло увагу всієї країни, і на місці події зібралася велика кількість журналістів. Зокрема, події освітлювало радіо новинного агентства STT. Вже на цьому етапі вважалося очевидним, що Кюлліккі Саарі стала жертвою злочину.
Невдовзі стало зрозуміло, що подруга Кюлліккі Майю Юлі-Хієтала була не останньою, хто бачив її живою. Співробітник дорожнобудівельної служби TVH Яакко Лягтеенмякі, повертаючись на велосипеді з релігійної служби в селі Гейккіля до свого будинку в парафії Ісойокі, повідомив, що близько 22:40 обігнав іншу велосипедистку — незнайому йому молоду жінку, яку кілька разів бачив раніше у будинку вікарія
Наступного ранку, близько 7:20, фермер Оскарі Форсбі та його син Вільго, перевозячи конем молоко, помітили сліди шин автомобіля, що різко розвернувся на дорозі, та сліди шин велосипеда, які дозволяли припустити, що його зіштовхнули з дороги боком автівки. Також на цьому місці було виявлене розбите скло. Це місце знаходилося приблизно за півтора кілометра від роздоріжжя біля молочної ферми, де Саарі та Юлі-Хієтала розійшлися. Отримавши звістку про зникнення Кюлліккі, Форсбі поспішили повідомити про свою знахідку в поліцію, але на той момент рух транспорту вже стер сліди, які вони бачили, не вдалося знайти навіть бите скло. Примітно, що сліди знаходилися майже точно в тому ж місці, де Саарі зустрілася з Лягтеенмякі, але той, за його словами, на момент зустрічі не помітив нічого особливого чи незвичайного. Однак тепер стало відомо місце, поблизу якого було необхідно провести дуже детальне обстеження місцевості.
Пізніше поліція повідомила, що молоді чоловіки, які проїздили через це місце ще близько 20:30, теж бачили сліди розвороту автомобіля на цьому місці, тому ці сліди могли взагалі не бути пов'язані зі зникненням Саарі.
Швидко стало зрозуміло, що стався винятковий для Фінляндії злочин. Мешканці Ісойокі були шоковані цим інцидентом. Місцеві мешканці проявляли щире бажання допомогти поліції. Участь у пошуках зниклої вважалася обов'язком, як через горе її родичів, так і для очищення репутації громади. Однак незабаром почали поширюватися чутки, підозри та звинувачення, які отруювали атмосферу. Ситуацію підігрівала преса, яка під час тривожних пошуків публікувала всі ці чутки, припущення та теорії, щоб задовольнити читачів, які вимагали хоча б якихось підказок та сподівалися, що злочин буде розкрито. Газети також без вагань публікували імена заарештованих у підозрі по цій справі, хоча поліція врешті не знаходила доказів та звільняла їх.

### Кремовий автомобіль
Через тиждень після зникнення очевидці повідомили про автомобіль кремового кольору, який їхав тією ж дорогою, що й Кюлліккі, у ніч її зникнення. 12-річний очевидець повідомив, що бачив світлий автомобіль, який проїхав повз його село близько 23:00 з велосипедом у багажнику. За словами свідка, в машині було двоє чоловіків, один з яких був великого зросту, інший — нормального. Незважаючи на пізній вечір і велику швидкість автомобіля, він їхав з вимкненими фарами. Також цей автомобіль бачила Сільві Хаускавіїта з села Ууро. Вона розповіла, що вони з дочкою сиділи на сходах свого будинку, коли повз проїхав світлий автомобіль з боку Пянтяне, продовжуючи рух у напрямку Ісойокі. У багажнику автомобіля було видно велосипедну шину. Менш ніж через півгодини той самий автомобіль повернувся з Ісойокі.
Ці свідчення дали поліції підстави припустити, що автомобіль збив Кюлліккі, після чого дівчину разом з велосипедом погрузили до машини. Трохи пізніше до поліції звернулися двоє молодих чоловіків, які на момент зникнення Саарі їхали з Каухайокі в напрямку Ісойокі на мотоциклах. На перехресті Кархукангас, приблизно за 20 кілометрів від парафії Ісойокі в напрямку Каухайокі, мотоциклісти обігнали подібний автомобіль, припаркований на узбіччі дороги. Територію навколо перехрестя Кархукангас ретельно обшукали. Втім, цей напрямок розслідування не дав жодних результатів.
Через місяць після зникнення, 16 червня, змінився керівник розслідування, тепер це був Аксель Скогман з відділення Центральної кримінальної поліції округу Вааса. На той момент найбільш поширеною теорією щодо зникнення серед громадськості була та, що зазначений автомобіль збив Кюлліккі Саарі, і вона або загинула на місці, або отримала настільки серйозні поранення, що її добили, щоб замести сліди. Після цього злочинці забрали тіло дівчини та її велосипед у свою машину та десь сховали.
9 червня фотографію зниклої вперше опублікували в газетах. Через кілька тижнів після публікації фотографії з Мерікарвії повідомили про кілька випадків спостереження молодої жінки, яка дивно поводилася та тікала від людей у лісі. Газети приділили цій справі багато уваги, припускаючи, що цією жінкою могла бути Кюлліккі Саарі. Втім, цей напрямок розслідування теж не дав ніяких результатів.

### Виявлення велосипеда
22 липня двоє збирачів ягід побачили у торфяній ямі на віддаленому болоті Леллулааксо велосипедну шину. Це був велосипед Саарі. Ніпелі з шин були зняті, щоб велосипед краще занурювався в болото, не залишаючи слідів. Місце, де знайшли велосипед, знаходилося в густому лісі за сотні метрів від дороги, отже людина, яка сховала велосипед, мала добре знати місцевість. Викликало подив, чому його не помітили під час попередніх пошуків: болота досліджували металошукачем. Втім, тоді рівень води був високим, а на момент виявлення вода спала. Також можливо, велосипед привезли на болото пізніше: його сідло виглядало надто добре, ніж якби тижнями пролежало в багнюці. Поліція повернула велосипед батькам Саарі, не оглянувши його належним чином. На поверхні велосипеда були помітні сліди іржі — можливо, його зберігали на відкритому повітрі, перш ніж занурити в болото. В цілому велосипед був цілим, за винятком потертостей з правого боку. Це протиречило теорії про те, що Кюлліккі Саарі збив автомобіль: тепер вважалося, що відбулося умисне вбивство.

### Пошуки в Куортане
На початку осені у цій справі було відкрито нове розслідування. Начальник поліції Куортане Оке Віханто розпочав масштабні пошуки в Кааранкаярві, розташованому на кордоні Куортане та Лехтімякі. Місцевий фермер Аарре Аутіо розповів, що близько 5:00 ранку наступного дня після зникнення Кюлліккі Саарі він почув з боку озера жіночий крик про допомогу, розмову чоловіків та два постріли з пістолета. Аутіо пішов розвідати, що там відбулося, і побачив на сільській дорозі двох незнайомих чоловіків та автомобіль світлого кольору. Кілька інших мешканців цієї місцевості також свідчили про постріли та деякі інші незвичайні спостереження того ранку.
Однак виник сумнів, що ці спостереження пов'язані зі вбивством Саарі. У такому випадку вбивці мали бути достатньо зухвалими, щоб провезти свою жертву майже за 200 кілометрів від місця її зникнення, через багатолюдні Каухайокі, Курікку, Ілмайокі та Сейняйокі, ризикуючи бути викритими.
Але все ж 12 вересня в Кааранкаярві було розпочато пошуки, і сотні волонтерів обшукали територію навколо озера. Нічого незвичайного не було знайдено, окрім пістолетного патрона, знайденого на північному кінці озера. Пошуки тривали близько місяця, поки тіло Саарі не було виявлено в Ісойокі. Що ж насправді сталося на озері, так і лишилося загадкою.

## Виявлення тіла

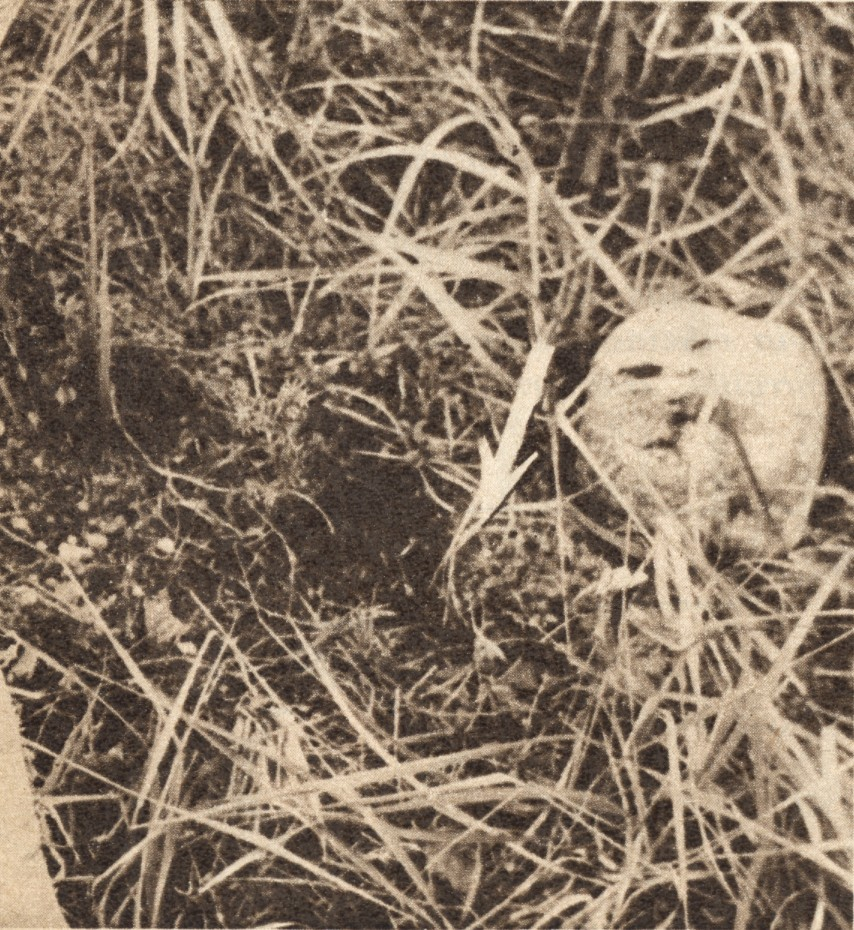
Місце виявлення черевика

У жовтні слідчі вирішили ще раз прочесати територію в місці, де Оскарі та Вільо Форсбі виявили підозрілі сліди на дорозі. Перші ж пошуки дали результати: у суботу, 10 жовтня, близько дев'ятої ранку, Валттері Мякела, один з пошуковиків, знайшов черевик, який виявився черевиком зниклої. Усередині черевика були набиті шарф Саарі та чоловіча шкарпетка, кілька разів обв'язана чорною вовняною ниткою. На шарфі були сліди від зубів — очевидно, його використовували як кляп. Власника шкарпетки так і не знайшли.
У неділю 11 жовтня вранці пошуковик Ілмарі Гіетаоя помітив суху соснову гілку, що стояла посеред болота приблизно за двадцять метрів від черевика, неначе нею щось було позначене. Витягнувши гілку, пошуковики відчули дуже сильний запах гнилі. Коли під керівництвом керівника пошуків шерифа Ейно Сіпіля, з цього місця видалили ґрунт, на глибині півметра було виявлене частково розкладене тіло Кюлліккі Саарі.
Навколо голови та плечей жертви було обгорнуте її власне пальто. Нижня частина тіла Кюлліккі була оголена, з одної груді було стягнено бюстгальтер. Через тривале розкладання права рука померлої відірвалася біля зап'ястя. Пальці рук і ніг були згнилі. Через пошкодження, спричинені розкладанням, на тілі не вдалося виявити слідів боротьби.
На місце злочину з Вааси негайно викликали інспекторів Йорму Коскелу та Акселя Скогмана, а також повітового лікаря Онні Хокканена; вони прибули до Ісойокі через півтори години. Чекаючи на їхнє прибуття, шукачі ретельно розкопали могилу і огородили її. Новина про знахідку стрімко поширилася, сотні автомобілів перекрили шосе між Ісойокі та Каухайокі. За оцінками, на місце події прибуло близько двох тисяч цікавих сторонніх людей, перш ніж тіло забрали.

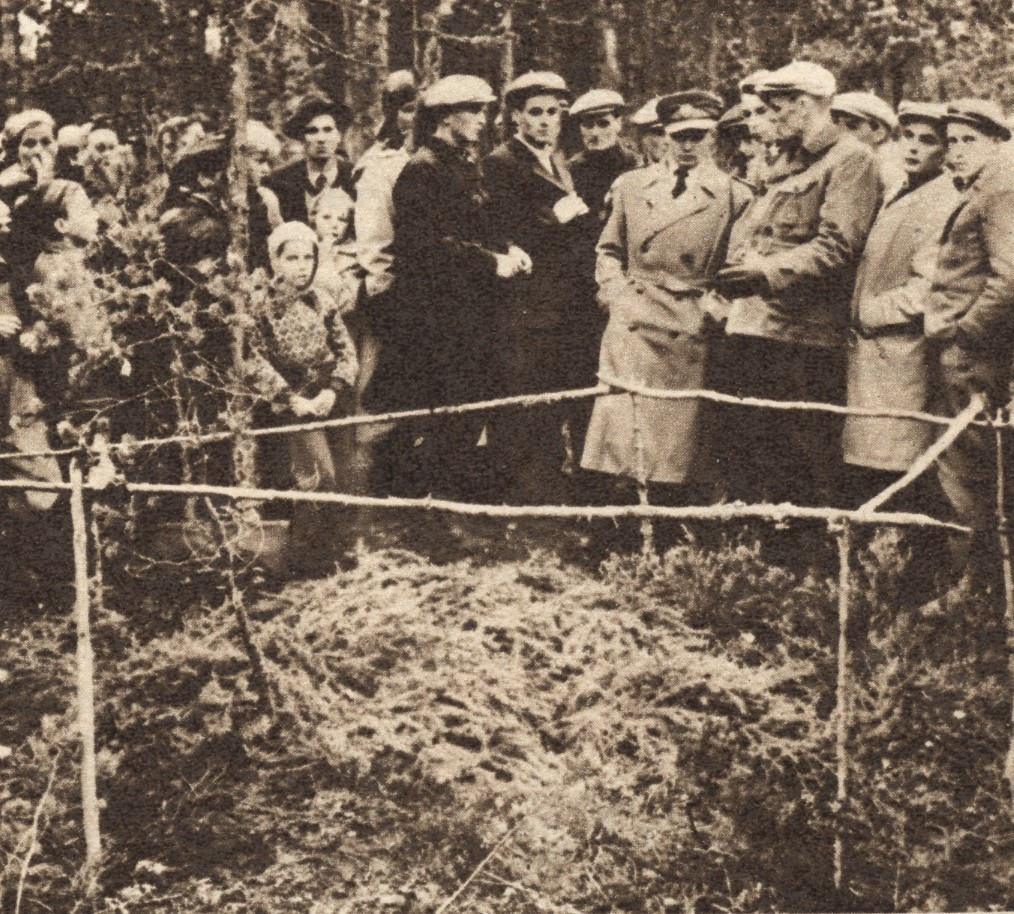
Імпровізовану могилу огородили до прибуття поліції та експертів

Оглянувши тіло, професор судової медицини Унто Уотіла дійшов висновку, що Кюлліккі померла від удару по голові тупим предметом, можливо кийком чи каменем. Удар по обличчю зламав їй ніс та вилиці. Розтин показав, що жертву не було застрелено або задушено. Ознак зґвалтування також не виявили через розкладання тіла, хоча така можливість не виключено. Слід зазначити, що з міркувань слідства були оприлюднені не всі факти, виявлені під час розтину.
Місце поховання знаходилося приблизно за двісті метрів від дороги. Черевик та соснову гілку не знаходили під час попередніх пошуків, тому підозрювали, що їх залишили там пізніше. Між 1 та 6 червня, через пару тижнів після зникнення Саарі, у цьому районі проводили насадження лісу і не помітили нічого незвичайного. Очевидно тіло вже було в стані розкладання, коли в могилу встромили загострену соснову гілку, оскільки гілка легко пробила живіт. Могила була зроблена майстерно: торф був зрізаний з боків та покладений назад на могилу Слідчі припустили, що злочинець, можливо, пройшов підготовку в інженерних військах.
У наступні дні після виявлення тіла територію навколо могили дуже ретельно обшукали. 14 жовтня було знайдено другий черевик жертви. З речей, які Саарі мала при собі, бракувало наручного годинника, гаманця та гімнарію.

## Похорон

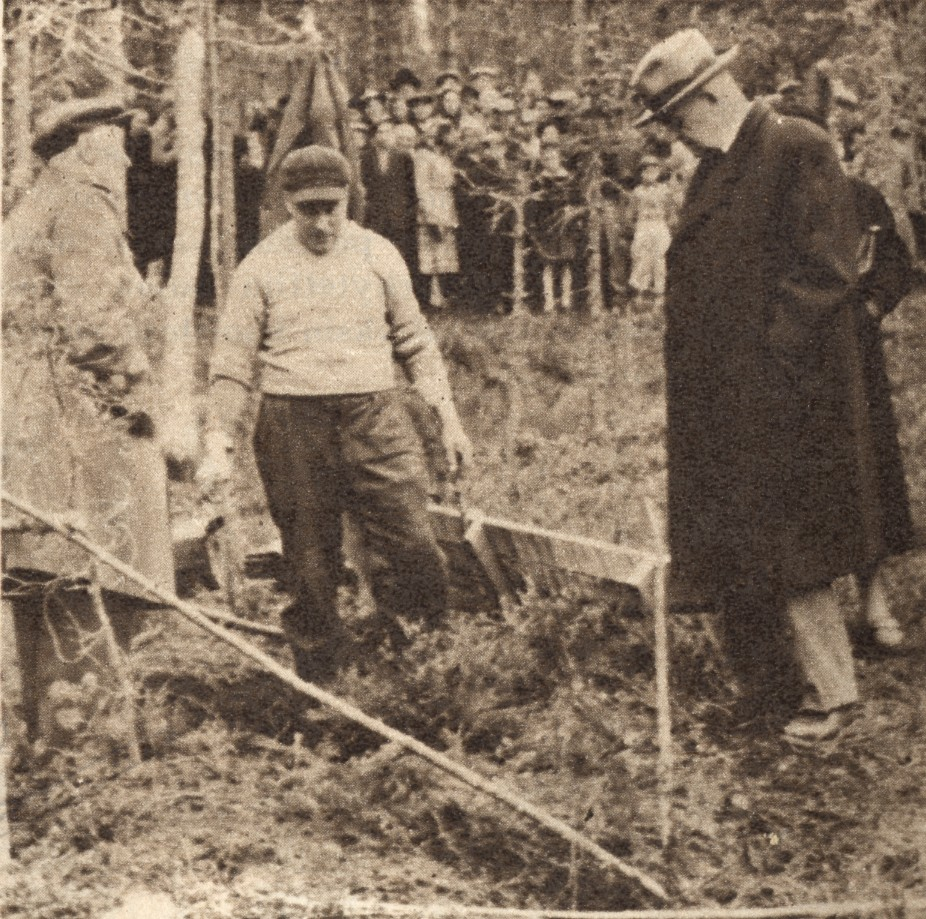
Судмедексперт Онні Хокканен відкриває імпровізовану могилу

Кюлліккі Саарі була похована в неділю, 25 жовтня 1953 року. Могила розташована навпроти головних дверей церкви Ісойокі. На церемонії була присутня рекордна кількість скорботних, приблизно 25 000 осіб, що більш ніж у чотири рази перевищувало населення муніципалітету Ісойокі на той час. За масштабом та висвітленням у пресі похорони Саарі можна порівняти з похоронами маршала Маннергейма, президентів Рюті та Паасіківі, а також композитора Яна Сібеліуса, померлих протягом того ж десятиліття. Для підтримки порядку були викликані всі наявні в провінції поліцейські сили, різноманітні транспортні засоби були спрямовані до церкови села Ісойокі. Увечері після похорону радіостанція Yleisradio детально транслювала церемонію.
Близько 3000 людей зібралися в церкві. Церемонію освячення тіла провів вікарій Ісойокі, Юрйо Ала-Опас. На заході також був присутній губернатор Вааса Гуннар Альбек, який закликав до поміркованості. Батько жертви, Ейно Саарі, коротко подякував присутнім за співчуття та допомогу в пошуках його доньки. Бізнесмен з Алахарми влаштував ганебний інцидент на церемонії: у своїй півгодинній промові він звинуватив владу в бездіяльності та захисті злочинців, а також вимагав відновлення смертної кари (у Фінляндії цю форму покарання скасували у 1949 році). Промова була схожа за змістом і тоном на газетні статті, натхненних цією справою. Однак було визнано, що чоловік обрав неправильне місце та привід для своєї промови. За словами журналістів, які стежили за похороном, атмосфера серед присутніх біля церкви також була непридатною для благочестивої церемонії жалоби, і «в повітрі витав настрій лінчування».

## Розслідування

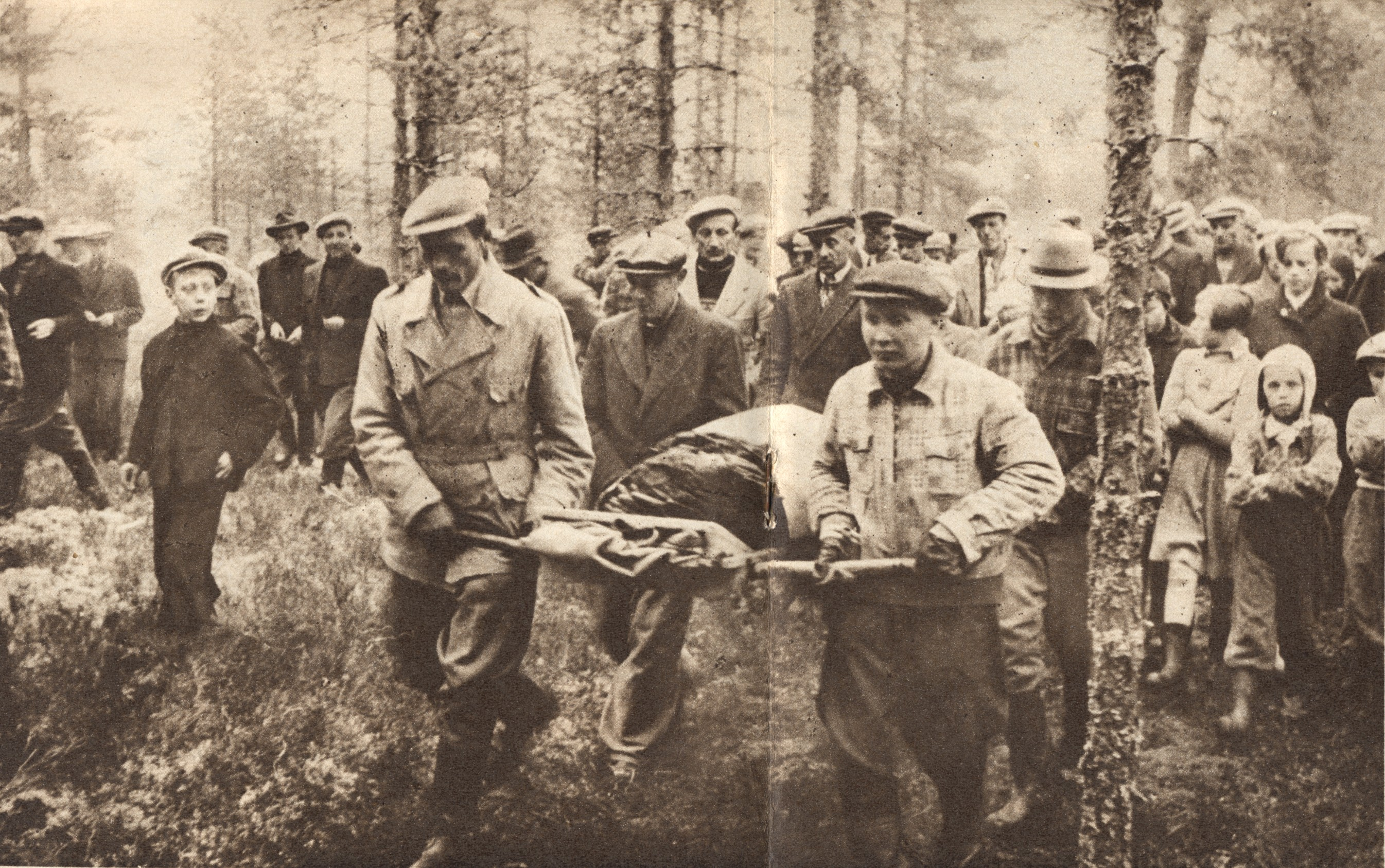
Тіло Кюллікі Саарі переносять з лісу до машини

### Початкове розслідування
Розслідування очолили інспектори Йорма Коскела та Аксель Скогман. За наказом Міністерства внутрішніх справ вони також отримали допомогу від Центру кримінальної поліції губернії Уусімаа. Після того, як тіло було знайдено, до розслідування приєднався заступник начальника кримінальної поліції Гельсінкі Вейкко Коркеалехто. Розслідування було надзвичайно масштабним і включало численні напрямки. У зв'язку зі справою було допитано тисячі людей. Ніколи раніше у Фінляндії кожного мешканця місця події не допитували від будинку до будинку. Це дозволило з відносною впевненістю встановити, що в Ісойокі не було жодного очевидця події. Окрім автомобілістів, наприклад, ретельну увагу приділили шульгам: соснова гілка, що позначала болотяну могилу, була заточена ножем з одного кінця, і за розрізом було зроблено висновок, що злочинець був лівшею.
Розслідування поширилося навіть на Швецію, куди деякі мешканці Ісойокі переїхали після вбивства Саарі. Роботу слідчих ускладнювали хибні повідомлення та чутки. За інформацію, яка призведе до розкриття вбивства, було обіцяно дві винагороди: від муніципалітету Ісойокі (50 000 фінських марок, що становить трохи менше 1700 євро станом на 2021 рік) та від газети Helsingin Sanomat (100 000 фінських марок, трохи більше 3380 євро у 2021 році).
Місцеві мешканці регулярно повідомляли про тих чи інших людей, яких вважали винними у вбивстві. Об’єкт підозри варіювався залежно від того, що йшлося в газетних статтях про хід розслідувань. Цю напружену атмосферу ілюструє той факт, що хтось повідомив про підозру на сина начальника поліції Ісойокі, при тім, що у начальника поліції не було ніякого сина. В іншому випадку було повідомлено про підозру на самого інспектора Йорму Коскелу, який керував розслідуванням, і довелося перевірити його алібі.
Роботу слідчих ускладнювали особи, які зізнавалися у вбивстві Саарі та детально описували, як скоїли злочин. Виявилося, що всі вони страждали від проблем з психічним здоров'ям або від патологічного прагнення привернути до себе увагу. Часто доводилося витрачати час і сили на тривалі й трудомісткі розслідування, лише щоб з’ясувати, що вони не мають жодного стосунку до справи. Кілька в'язнів заявили, що мають інформацію, яка допоможе розкрити злочин. Однак для цього їм потрібно було дозволити відвідати місце злочину і виявилося, що причиною є лише бажання виїхати з в’язниці. Також до справи підключилися різноманітні ясновидці, що давали слідчим абсолютно марні свідчення. Під час розслідування мешканці Ісойокі зібрали гроші та найняли двох приватних детективів, які теж нічого не з'ясували 
.
Розслідування справи, яка стала епіцентром подій, завершилося в середині лютого 1954 року, коли як представники влади з інших місць, так і приватні детективи з Гельсінкі покинули Ісойокі.

### Подальші розслідування
Початкові розслідування були припинені у серпні 1956 року Матеріали розслідування залишалися у розпорядженні Центру кримінальної поліції округу Вааса. За словами слідчого поліції Пентті Канкаанпяя, мешканці Ісойокі не хотіли думати, що злочинцем був мешканець їхнього міста: «Здавалося, ніби місцеві жителі колективно домовилися, що провину буде перекладено на когось іншого». Спочатку преса повідомляла імена підозрюваних, але тепер більше не хотіли їх публікувати. Родичі Кюллікі Саарі в численних інтерв'ю заявляли, що, на їхню думку, знають винуватця, але не хочуть розголошувати його ім'я.
Інспектор поліції у відставці Аксель Скогман навесні 1975 року в інтерв’ю журналісту Ааке Єрмо висловив впевненість, що Кюллікі нікуди не увозили, і що її тіло та велосипед одразу ж після злочину помістили туди, де їх і знайшли. Те, як вміло вони були сховані, може свідчити показало, що злочинець або злочинці добре знали цю місцевість, тому Скогман вважав, що злочинцем був місцевий житель. Злочинцю також допомагало те, що рівень води в місці поховання тіла на момент захоронення був вищим, ніж зазвичай. Не виключено, що вбивця кілька разів відвідував могилу між злочином та виявленням тіла, щоб перевірити, чи все в порядку, і лише наприкінці літа, коли вода спадала, встромив у могилу гілку сосни. Сліди зрізи не обов'язково свідчать, що він був шульгою: можливо, він використовував ліву руку з інших причин.

### Подальші заяви поліції

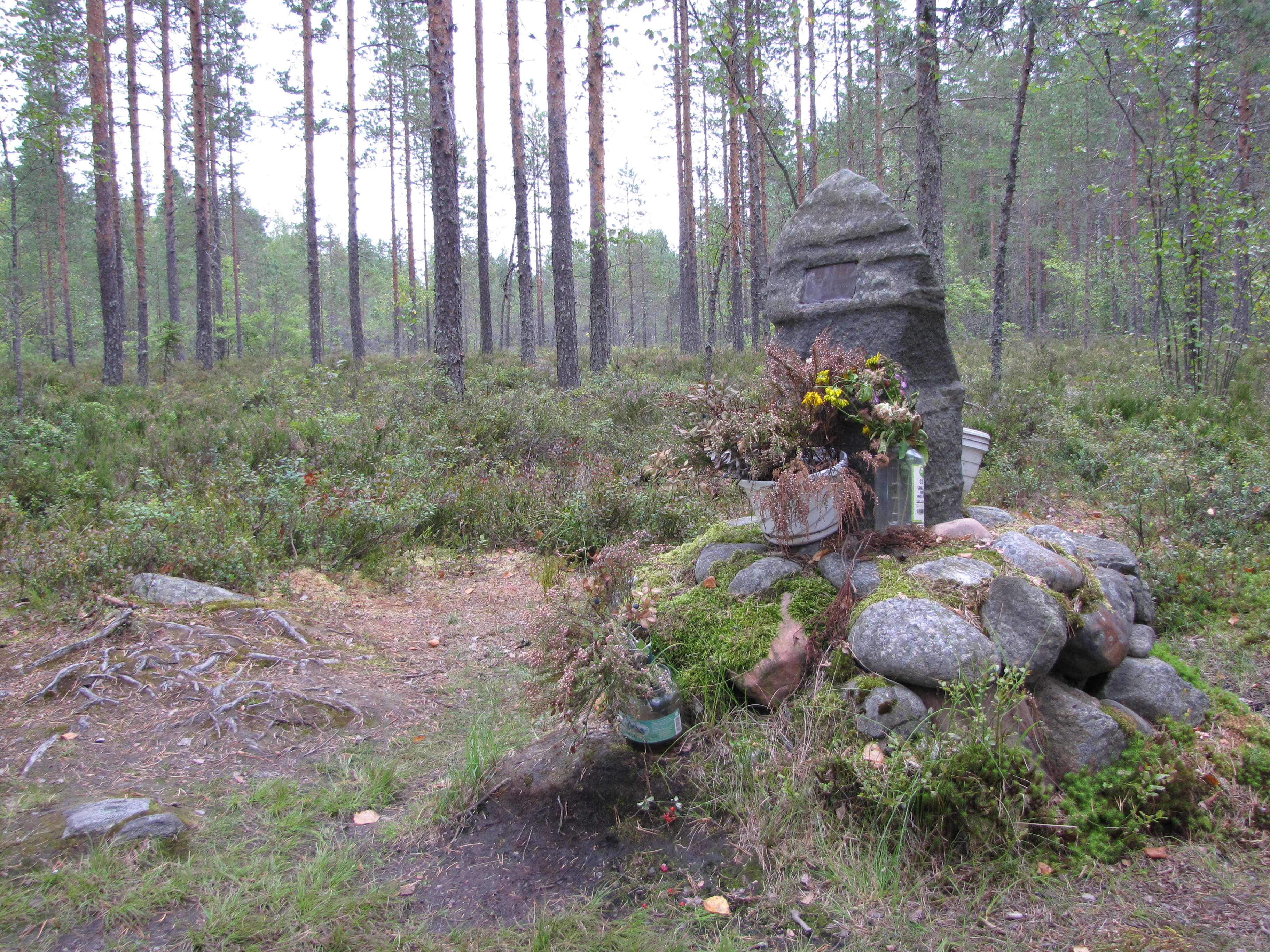
Пам’ятник на місці «болотяної могили»

У 2000 році головним слідчим убивства став головний інспектор-детектив Тапані Тіккала з відділення Центральної кримінальної поліції у Ваасі. Тіккала добре ознайомився з величезною кількістю документів у справі. За його словами, поліція встановила ймовірну особу вбивці, але через брак технічних доказів справу не могли передати до суду. За його словами справу можуть відновити будь-коли, якщо з'являться нові докази. У 2004 році Тіккала в інтерв'ю Суомену Кувалехті заявив , що знає винуватця смерті Кюлліки, але не розкриватиме його ім'я, оскільки злочинець вже помер . У 2013 році нинішній головний слідчий Ярі Неуланіємі з Центральної кримінальної поліції Вааса заявив, що не можна стверджувати, що поліція знає особу злочинця, оскільки нікому не було пред'явлено звинувачень і не було засуджено в суді за вбивство. За його словами, вбивство Кюлліккі Саарі досі залишається загадкою і у 21 столітті не розслідувалося активно.

### Психологічний профіль убивці
Пекка Санттіла, психолог, який працював дослідником і викладачем у Поліцейському коледжі, проаналізував цю справу. Згідно з його аналізом, злочинцем ймовірно був чоловік старше 30 років, самотник, який мав мало соціальних зв'язків і міг здаватися диваком. Злочин він спланував заздалегідь. Можливо, він знав жертву, але не був її родичем. Нічна зустріч на сільській дорозі могла бути випадковістю, але вона все ж спровокувала запланований злочин. Також могло бути випадковістю, що жертвою стала саме Саарі. Майстерне приховування слідів може свідчити про те, що злочинець мав попередній кримінальний досвід.

## Підозрювані

### Кауко Канерво, вікарій
Протягом тривалого часу основним підозрюваним у вбивстві Кюлліккі Саарі був її сповідник, Кауко Канерво, який виконував обов'язки вікарія в Ісойокі з 1952 по 1953 рік. За три тижні до зникнення Кюллікі він переїхав до Мерікарвії працювати там священиком. За три дні до загибелі Кюллікі написала йому листа з деякими питаннями як до пастора. Саарі пропрацювала під керівництвом Канерво в Ісойокі вісім місяців, займаючись поновленням церковних записів. На роботі Саарі щодня контактувала з Канерво та його родиною, а також з його домашньою помічницею, яка була його коханкою. За словами Канерво, Кюллікі ночувала у них десять разів, а його коханка стверджує, що ще більше.

#### Допити та алібі вікарія
20 травня 1953 року дружина священика Сіпіля зателефонувала Канерво до Мерікарвії та запитала, чи не бачив він Кюллікі. Він відповів, що не бачив її з моменту переїзду з Ісойокі та не знає, де вона може знаходитися. Аксель Скогман вперше допитав Канерво 25 вересня 1953 року. Канерво сказав, що в ніч зникнення Саарі, за його спогадами, того вечора його дружина поїхала до Лайхії на орендованій машині, а він залишився вдома. З раннього вечора він був на церковній службі. Алібі підтвердили його доньки віком до 10 років. Про свою покоївку як свідка під час того допиту Канерво не згадував.
Канерво не був присутній на похороні Кюллікі, хоча його запросили. Через кілька тижнів після похорону Канерво відвідав родину Саарі. Тоді він сказав, що в ніч зникнення «займався книгами», і це можна довести. Коли Канерво знову допитували 30 грудня 1953 року та 20 січня 1954 року, він сказав, що 17 травня 1953 року перебував на прощальній вечірці настоятеля Мерікарвії, а потім проводив богослужіння в лікарні до 20:00. Решту вечора та ночі він провів у будинку парафії зі своїми маленькими дітьми та покоївкою. В понеділок, 18 травня, він, за його словами проводив заняття з конфірмації 9:00 ранку, але правдивість цього твердження так і не була перевірена.
Коли Канерво допитували 25 лютого 1956 року, він сказав, що 17 травня 1953 року провів церковну службу в церкві Мерікарвії та що о 15:00 відправився до Йхтейскоулу на прощальну вечірку преподобного Райтали. З Мерікарвії підтвердили, що Канерво виступав на тому заході. Потім Канерво пішов разом з іншими до найближчої лікарні, де організував хвилинку молитви в одній з лікарняних палат. На тому ж допиті Канерво сказав, що побував у свого сусіда Койвісто, на вечірці з нагоди 50-річчя його дружини. Канерво заявив, що прийшов туди доволі пізно, о 15:30, бо раніше був зайнятий, і пішов через півгодини. Пізніше він стверджував, що провів там весь вечір, коли стався злочин.

#### Вікарій під слідством
Кауко Канерво знову став об'єктом розслідування вбивства, коли у 1956 році суд Паркано визнав його винним у домоганнях до неповнолітньої дівчини та схиленні до проституції. Виявилося, що під час служби вікарієм Кіхніо в 1955 році він мав роман з молодшою за 17 років школяркою, яка проходила конфірмацію.
Раніше слідчі зі справи убивства Саарі вважали алібі Канерво повністю бездоганним, але після оприлюднення матеріалів розслідування алібі поставили під сумнів. Поки Канерво перебував під вартою в Мерікарвії, поліція провела подальшу перевірку алібі, виявивши у ньому прогалину тривалістю близько десяти годин. Газета Uusi Suomi від 29 лютого 1956 року пише наступне:
|  | «Згідно з інформацією, отриманою «Uusi Suomi», алібі вікарія з Кіхніо у справі Кюлліккі Саарі було визнано повністю бездоганним. Він був у Мерікарвії в ніч убивства, і останні отримані докази нарешті заповнили прогалину в цьому відношенні» |

.
Хоча поліція вважала алібі безперечним, сумнівне минуле викликало підозри. Алібі, надане колишньою покоївкою, частково було поставлено під сумнів. Колишню служницю Канерво, яка переїхала до Корсо, Її допитували 5 січня 1953 року та тричі протягом 1956 року: 27 лютого, 5 березня та 6 квітня. На той час вона вже не була покоївкою Канерво і переїхала до Корсо. Вона явно боялася покарання у випадку, якщо Канерво зізнається у своїй провині або інші свідки доведуть, що він не був у Мерікарвії в час зникнення Саарі.
В цілому Канерво не вважали дуже ймовірним винуватцем. Він жив за 60 кілометрів у Мерікарвії, не мав автомобіля, термін дії його водійських прав Канерво закінчився у 1953 році, хоча іноді він керував автомобілями у Мерікарвії — свого друга кантора Арво Мойсіо і своєї сестри. Одним із численних підозрюваних у вбивстві Саарі був родич Канерво, який жив у Каухаві та володів та мав фургон кремового кольору, що привернув увагу під час розслідування.

#### Таємне життя вікарія
Канерво проводив заняття з конфірмації, служачи священиком у Мерікарвії, Лайхії та Кіхніо. Під час цих занять він регулярно опитував школярок про їхню цнотливість і суворо забороняв розповідати стороннім про їхні розмови.
Пізніше було виявлено, що Канерво мав романи з жінками, коли служив польовим священиком під час війни. Його звільнили з місіонерської роботи в Африці через роман з медсестрою.
На своєму останньому в 1956 році допиті вікарій зізнався, що Кюллікі Саарі він також домагався Саарі і що кілька разів мав з нею сексуальні контакти у своїй канцелярії.
Під час попередніх допитів 30 грудня 1953 року та 20 січня 1954 року Канерво рішуче заперечував наявність інтимних стосунків із Кюллікі. Однак під час допитів 8 квітня 1956 року Канерво визнав, що вони мали сексуальні контакти загалом шість разів. За його словами, останній раз це сталося наприкінці квітня, тобто за 3–4 тижні до її зникнення<. Згідно з чинним законодавством Фінляндії, такі дії вважаються сексуальним зловживанням.
Відомо також, що служачи вікарієм у Лайхії, Канерво розбестив двох молодих дівчат, після чого їх батьки звернулися до поліції. У Кіхніо Канерво домагався 16-річної дівчини на ім'я Рауха. Окрім канцелярії вікарія, він вечорами зустрічався з нею в лісі та сараях, приносячи їй цукерки та фрукти. Іноді Канерво чекав на Рауху біля велосипедної доріжки, уникаючи того, щоб його побачили перехожі. Одного разу, коли Рауха проїжджала повз на велосипеді, Канерво вийшов на дорогу, зупинив велосипед, схопив Рауху за руку та повів її до лісу. Іншого разу в 1955 році Канерво проїхав на велосипеді 7–8 кілометрів від будинку вікарія та зупинився на пагорбі біля дороги в Кахрі. Там він знову підстеріг Рауху та спробував повалити її на пагорб. Рауха вирвалася і змогла заскочити на свій велосипед та втекти.
Канерво також домагався 15-річних брата і сестри на лісовій дорозі. У Мерікарвії він намагався силою затягнути в ліс дівчину, яка несла молоко до будинку священика. Іншу молоду дівчину він попросив залишитися на ніч у будинку священика, коли його покоївка та діти були відсутні. Ще одну дівчину він схопив за талію та почав лапати.
У 1962 році вікарій сказав в інтерв'ю журналу Hymy:
|  | Я мало знав і Кюлліккі Саарі, і її рідне село Мьойкк'я. За рік не вистачає часу, щоб оглянути кожен куточок парафії такого розміру як з Ісойокі. Крім того, на момент убивства я був у Мерікарвії. О 8-й ранку у мене був урок конфірмації. Як би я звідти дістався до Ісойокі? |

Але пізніше він зізнався редактору журналу «Hymy», що місцевість навколо болота Леллулааксо він знав.

### Власник кав'ярні
Другим із найголовніших підозрюваних у вбивстві Кюлліккі Саарі став 35-річний власник кав'ярні у Карійокі. Цей чоловік мав автомобіль, схожий на той, що теоретично збив Кюллікі. Чоловік був колишнім поліцейським, якого звільнили з поліції через нездоровий спосіб життя. Він був відомий як тіньовий бізнесмен. Після його арешту мешканці Ісойокі вважали, що винуватець тепер за ґратами, справу майже розкрито, і зізнання щодо долі Саарі є лише питанням часу.
Однак, власник кав'ярні мав алібі на ніч зникнення Кюллікі. Знайомий з Ісойкі бачив його в Порі, у готелі «Kristiina» між 22:00 та північчю. Менеджер з Порі, що був там разом з власником кав'ярні, сказав, що він відвіз його до будинку знайомого в Карійокі, де той зупинився на ніч. Газета «Helsingin Sanomat» детально описувала його арешт, а також повідомила, що у своїй кав'ярні він незаконно продавав алкоголь. Коли власника кав'ярні та його помічника, яких вважали безперечно винними, звільнили, їхні імена вже стали широко відомими з шпальт багатьох газет.
Автомобіль власника кав'ярні з 4 травня 1953 року знаходився автомайстерні в  Лапвяяртті і став придатним для руху лише 30 травня. На момент зникнення Саарі автомобіль стояв у майстерні без шин та акумулятора. Власник майстерні сказав, що в ніч вбивства був удома і почув би, якби хтось намагався скористатися автомобілем.
Власника кав'ярні звільнили з-під варти наприкінці серпня, що викликало велике обурення серед мешканців Ісойокі. Пізніше його знову заарештували у цій справі, але скоро знову звільнили. Інспектор Скогман сказав, що повністю переконаний у невинності власника кав'ярні. Але власник кав'ярні та його компаньйони, чиї імена неодноразово з'являлися на газетних шпальтах, не стали вживати правових заходів, щоб очистити свою репутацію, хоча мали гарантовану законом можливість це зробити.

### Копач
Пентті Канкаанпяя, який працював поліцейським в Ісойокі на початку 1970-х років і з 1972 року розслідував вбивство Кюлліккі Саарі на додаток до своєї основної роботи, у 2002 році повідомив громадськості, що поліція підозрювала у вбивстві місцевого копача канав, однак знайшла недостатньо доказів для суду. За словами Канкаанпяя, проти цього чоловіка та його спільника були значні непрямі докази.
38-річний місцевий копач довгий час був у списку підозрюваних, але його довелося звільнити через недостатність доказів. Думки щодо арешту цього чоловіка розділилися. 23 жовтня 1953 року «Helsingin Sanomat» написала наступне:
|  | Мати та брат заарештованого свідчили на його користь. У ніч злочину з19:00 він спав і був настільки п'яним, що не міг би вчинити ніякого злочину. В Ісойокі він відомий як спокійний чоловік, який нікому не завдавав клопоту, хоча і схильний до пияцтва. Місцеві жителі вважають, що він невинний і вражені звинуваченнями, оскільки відомо, що він взагалі ніколи не виявляв жодного інтересу до протилежної статі. |

Арешт чоловіка також широко освітлювали газети «Kaleva», «Ilkka» та «Vaasa-lehti».
У 1940-х роках цей копач скоїв сексуальний злочин і страждав від проблем з психічним здоров'ям, які стали очевидними під час війни. Відомо також, що він часто підглядав за дівчатами через вікно сауни. Хоча чоловік мав надане родичами алібі, згідно з яким всю ніч убивства він спав у власному ліжку в дуже п'яному стані, на якийсь час він став головним підозрюваним поліції. Під час допитів свідчення підозрюваного були плутаними. Одного разу він сказав, що Саарі більше немає в живих, і що її тіло ніколи не знайдуть, але пізніше заявив, що його неправильно зрозуміли.
Чоловіка направили на психіатричне обстеження, а потім до лікарні Мустасаарі, де його допитали детективи з провінційної кримінальної поліції. Психіатр наказав припинити допит, коли поведінка чоловіка стала плутаною. Хоча підозрюваного не можна було беззаперечно пов'язати зі вбивством у Саарі, його все ще тримали під вартою після того, як доставили на лікування.

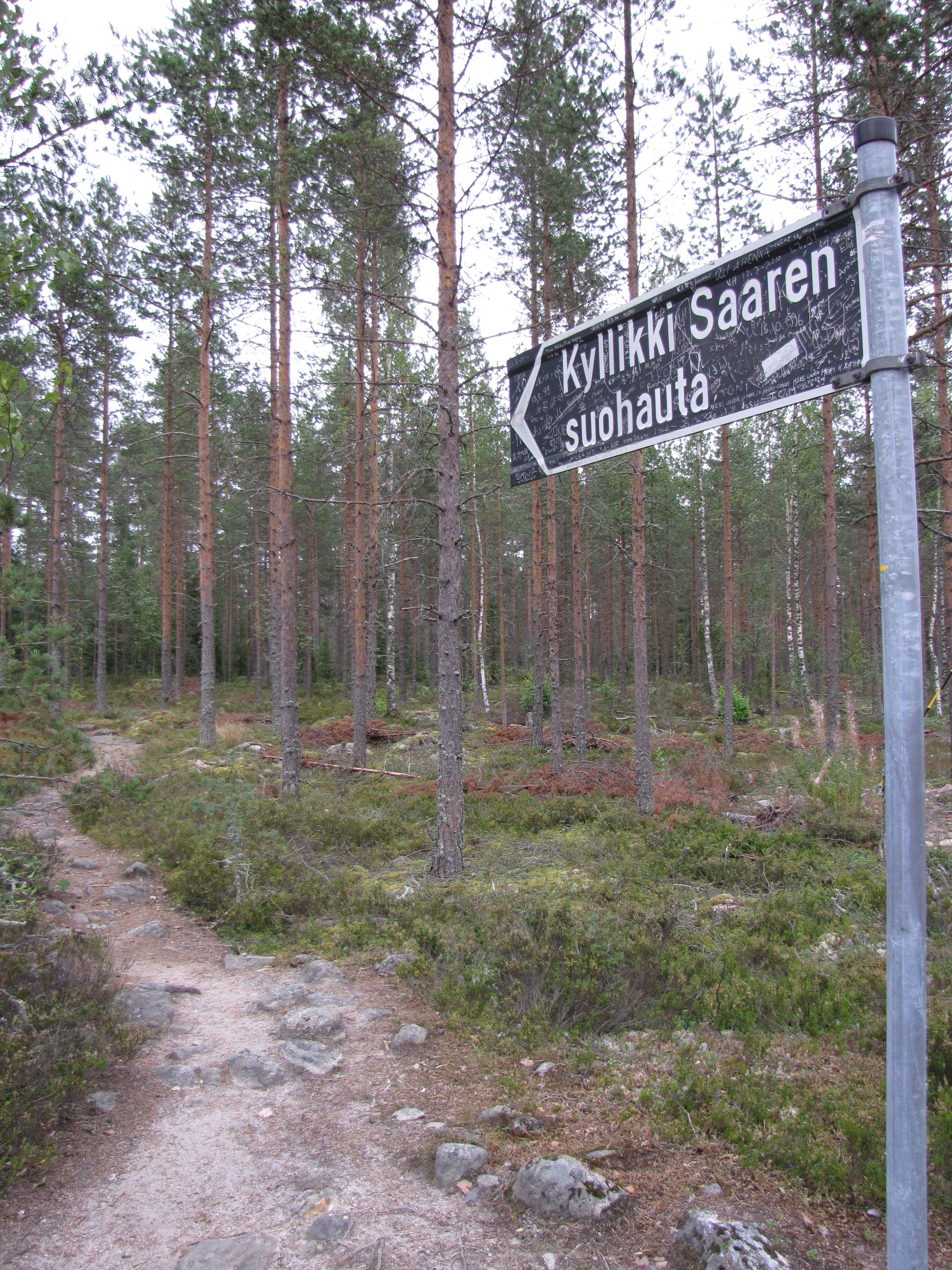
Вказівник до болотяної могили Кюлліккі Саарі біля регіональної дороги 661

Копач проживав за 1–2 кілометри від місця злочину. Поліція підозрювала, що злочинцю допоміг замести сліди та замаскувати могилу його 37-річний зять, який мав кримінальне минуле. Обидва чоловіки добре знали цю місцевість, оскільки разом працювали над риттям канави приблизно за 50 метрів від «болотяної могили». На цьому будівельному майданчику була і лопата, яку можна було використати для копання могили. Копача та його зятя допитали восени 1953 року. Невдовзі після інциденту зять переїхав спочатку до Центральної Пог'янмаа, а звідти до Швеції. У 1972 році жодного з цих підозрюваних вже не було в живих.
У 2025 році письменник Юкка Кьості повідомив, що знайшов нові артефакти поблизу болотяної могили Кюлліккі Саарі та висловив власні теорії щодо передісторії вбивства. За припущенням Кьості, у вбивстві винен копач канав з Ісойокі на ім'я Вігторі «Віккі» Легмусвііта, а його спільником був інший копач, Арво Гакала. Однак сам автор підкреслює, що ця інформація особу вбивці не є абсолютно достовірною.

### Рунар Гольмстрем
Подвійне вбивство у кемпінгу Тулілагті в Гейнявесі 1959 року (так зване «вбивство у вогнища») в деяких деталях нагадувало вбивство Кюлліккі Саарі. Це викликало підозри, що Рунар Гольмстрем, якого обвинувачували у вбивствах у Тулілахті, також причетний до вбивства Саарі. Однак виявилося, що у на момент зникнення Саарі Гольмстрем відбував покарання у трудовому таборі в селі Океройнен поблизу Лахті, що знаходиться майже за 300 кілометрів від Ісойокі. Інспектор Аксель Скогман, який брав участь у розслідуванні вбивств у Тулілахті, також вважав малоймовірним, що обидва злочини скоїла одна й та сама особа, але припустив, що вбивця з Тулілахті міг уважно ознайомитися з протоколами розслідування справи Саарі.

### Кількість підозрюваних
Станом на осінь 1970 року, коли вийшов на пенсію інспектор Скогман, який найдовше керував розслідуваннями, було опрацьовано 370 різних напрямків розслідування, однак більшість із них були закриті без жодних результатів. Було опитано понад 5000 іменних осіб, однак справжніх підозрюваних було лише кілька десятків. Серед них був навіть батько Кюллікі, якого деякі досі вважають винним у вбивстві доньки.
Історик і письменник Теему Кескісар'я та його помічники ретельно дослідили походження та етапи життя цих осіб, але сам дослідник визнає, що хоча отримав більше інформації, ніж будь-хто інший, він не впевнений щодо особи вбивці. За словами Кескісар'ї, слідство не досягло єдиної думки щодо того, хто скоїв убивство, та і самі учасники його дослідницької групи розійшлися в думках з цього питання.

### Пізніші сторонні припущення щодо особи злочниця

#### Чорнобородий чоловік
У 2004 році начальник пожежної охорони у відставці Еско Варпелайде повідомив газеті «Ilta-Sanomat», що підозрює у вбивстві Саарі 51-річного місцевого жителя. Підозрюваний був відомий своєю великою чорною бородою і вважався в Ісойокі диваком. Цей чоловік, якого в юності описували як старанного та успішного, переніс нервовий зрив під час шкільних іспитів і змінився як особистість. У серпні 1952 року в лікарні Ісойокі він торкнувся інтимної зони жінки, яка загинула в автомобільній аварії. Це було розцінено як ознака схильності до некрофілії. Чоловіка звинуватили у домаганнях до жінок, і врешті за рішенням районного суду його піддали хімічній кастрації.
Чоловік часто бував в офісі, де працювала Кюлліккі і, за чутками, вважав її своєю «нареченою». Чоловік також бував в муніципальній установі, де його цікавила молода жінка, що працювала офісним клерком. Варпелайде працював охоронцем на танцях у громадському центрі і часто бачив «Чорнобородого», який годинами стежив за танцями, ховаючись за деревами.
У ніч зникнення Кюлліккі «Чорнобородого» якийсь час ніде не було видно. Близько 2-ї години ночі він прийшов до муніципальної установи, кинув жменю піску у вікно вищезгаданої працівниці, яка жила поверхом вище, та попросив її вийти. Коли вона відмовилася, чоловік пішов геть від її дому у напрямку Мякікаупункі. На плечі він ніс якусь сумку. Кілька років тому він працював на будівництві об'їзної дороги від Мякікаупункі до села Гейккіля, неподалік від «болотної могили» Кюлліккі, і та місцевість була йому знайома.
Наступного ранку після зникнення Кюлліккі чоловік намагався напасти на свого опікуна, озброївшись залізним блоком, прикріпленим до кінця ланцюга. Опікун, обороняючись, вистрілив йому в груди з револьвера. Нападник вижив і через пару тижнів був виписаний з лікарні. Варпелайде припускав, що цією ж імпровідованою зброєю підозрюваний убив і Саарі.
Варпелайде повідомив про свої підозри в поліцію, і чоловіка допитали, але допит нічого не дав. Головний слідчий, детектив-інспектор Аксель Скогман, визнав чоловіка невинним та занадто наївним, щоб бути здатним на вбивство. Варпелайде сподівався, що протоколи допита будуть переглянуті ще раз.
Стаття в «Ilta-Sanomat» стверджувала, що поліція також підтверджує особу підозрюваного, але це виявилося непорозумінням, оскільки поліція мала на увазі головного підозрюваного, вищезгаданого копача.
В 1971 році «Чорнобородий чоловік» помер у психіатричній лікарні в Тевуі.

#### Ганс Ассманн
У 2004 році професор неврології Йорма Пало та журналіст і детектив Матті Палоаро опублікували книгу «Довіра або смерть! Таємниця Ганса Ассманна» (фін. Luottamus tai kuolema! Hans Assmannin arvoitus), в якій висловили припущення, що імігрант з Німеччини Ганс Ассманн, якого підозрювали у вбивствах на озері Бодом, також був причетний до вбивства Кюлліккі Саарі. За словами Палоаро, Ассманн на смертному одрі в 1997 році сказав йому про якусь приховану ним давню аварію. Ніяких імен Ассман не назвав, але Палоаро дійшов висновку, що це непряме зізнання у ненавмисному вбивстві Кюлліккі Саарі. Неназваний водій автомобіля, в якому також їхав Ассман, випадково збив Саарі, і щоб замести сліди, чоловіки обставили цей інцидент як вбивство.
Дружина Ассманна заявила, що її чоловік у день убивства їздив у справах до Ісойокі та Каухайокі. На момент убивства Ассманн також був власником світло-коричневого автомобіля, схожого на той, який за словами ряду очевидців, швидко від'їжджав з місця злочину. Дружина Ассманна розповіла, що коли її чоловік повернувся з поїздки на автомобілі, у нього не вистачало однієї шкарпетки, черевики були мокрими, а на автомобілі були помітні невеликі вм'ятини. Через кілька днів Ассманн та його водій знову вирушили в поїздку на автомобілі, взявши з собою лопату. За словами самого Ассманна, він був присутній на похороні Саарі разом зі своєю дружиною.
Всі ці твердження були поставлені під сумнів, оскільки відомо, що Ассманн на момент злочину перебував у Німеччині. Вперше він прибув до Фінляндії під час Олімпійських ігор в Гельсинкі 1952 року, але повернувся до Німеччини та остаточно переїхав до Фінляндії лише в липні 1953 року. Він помер у Швеції в 1998 році.

#### Музичний гурт
Згідно з теорією, викладеною в книзі Аннелі Кархусаарі 2009 року «Смерть Кюлліккі (засновано на спогадах Рейно Оянперя)» (фін. Kyllikin surma (Reino Ojanperän muistelmien pohjalta)), Кюллікі збив чорний автомобіль неназваного музичного гурту з трьох осіб. Згідно з цією теорією, водій на той момент був п'яний. Жертву відвезли до лісу, а коли вона почала притомніти, її добили лопатою, що пояснює перелом вилиці. Пізніше, в нападі каяття, злочинці позначити могилу та загібили там шматок нотного зошита та квиток на концерт, які згадуються в розслідуванні.
Інформація Оянперя надходить з Ваали, поблизу Оулу, де виступав гурт. За словами Оянперя, після аварії автомобіль пофарбували в білий колір, і кілька людей начебто чули, як учасники гурту обговоювали це інцидент. Оянперя на той час було 16 років, і він працював складським працівником на будівельному майданчику у Ваалі.
Оянпера не називає справжніх імен чоловіків. Згідно з книгою, всі троє страждали від глибокого каяття після смерті Саарі. Перший з чоловіків утопився у річці Оулуйокі в 1955 році після того, як убив свою дружину. Другий з чоловіків через три роки застрелився. Останній із цих трьох помер від передозування наркотиків у своєму будинку в Кеміярві в 1960 році.
За словами Аннелі Кархусаарі, теорія про те, що для того, щоб так сховати велосипед, потрібні були знання місцевості, пізніше була спростована, і було припущено, що велосипед міг бути захований і будь-ким стороннім. За її ж словами, підозрюваним оголосили психічно хворого працівника, оскільки автомобіль, який спричинив аварію, не знайшли. Кархусаарі пише, що багато місцевих жителів були стурбовані арештом цього чоловіка, оскільки, окрім поліції, у його вину ніхто не вірив.
Кархусаарі вдалося знайти у газетах новину про пошкоджений чорний автомобіль, який їхав у цьому районі, і який міг бути тим, що збив Кюллікі. Згідно з іншим джерелом, у серпні 1953 року заарешували водіїв двох автомобілів, які у той час проїздили тією дорогою від Каухайокі до Ісойокі (синій Ford Custom і темний Ford Taunus), але згодом визнали невинними.
«Болотяну могилу» Кюлліккі Саарі досі влітку відвідує велика кількість людей.
Це місце розташоване поруч регіональної дороги 661 з Ісойокі до Каухайокі, приблизно за координатами 62°09′ пн. ш. , 21°57′ сх. д.. Сестра Кюллікі Аллі у 1987 році встановила на могилі меморіальний камінь
Фінська документальна телепорграма «Ei vanhene koskaan», випустила епізод «Kyllikki Saari — musta sirkus», епізоду документального серіалу, прем'єра якого відбулася 19 червня 1997 року на Yle TV2 (з повторами 2 листопада 2001 року та 4 липня 2010 року). Фільм розглядає можливу провину вікарія, а також згадує видіння ясновидця Екку Маттіли, згідно з яким двоє молодих чоловіків випадково збили Кюллікі машиною. Інших підозрюваних фільм не згадує.